# Maulburg
Maulburg es un municipio de Alemania con una población de 4013 habitantes (en 2011) perteneciente a distrito de Lörrach, en el estado federado de Baden-Wurtemberg. Se encuentra a una distancia de unos 15 km de Lörrach y 20 km de Basilea, Suiza. Tiene una superficie de 973 ha y está ubicado a una altitud de 351 m en el valle del Wiese.